# Campeonato dos Países Baixos de Ciclismo em Estrada
O Campeonato dos Países Baixos de Ciclismo em Estrada é organizado anualmente para determinar o campeão ciclista holandês de cada ano. O título é outorgado ao vencedor que obtém o direito de usar a camisa com a cores da bandeira dos Países Baixos até o campeonato do ano seguinte.

## Masculino
Até 1927, a corrida foi aberta para todas as categorias, depois de 1927 só para ciclistas profissionais com ou sem contrato.

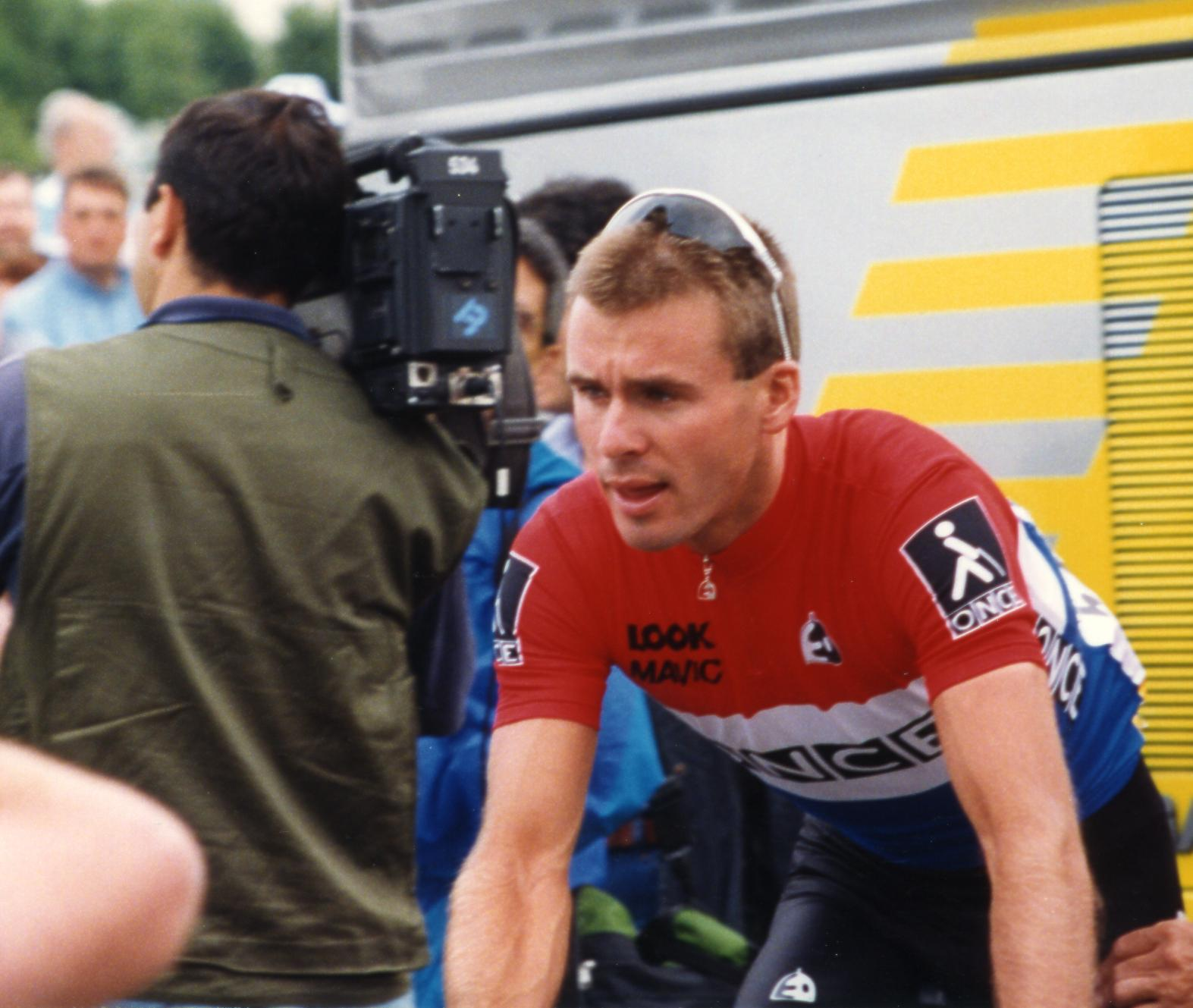
Erik Breukink, campeão em 1993.

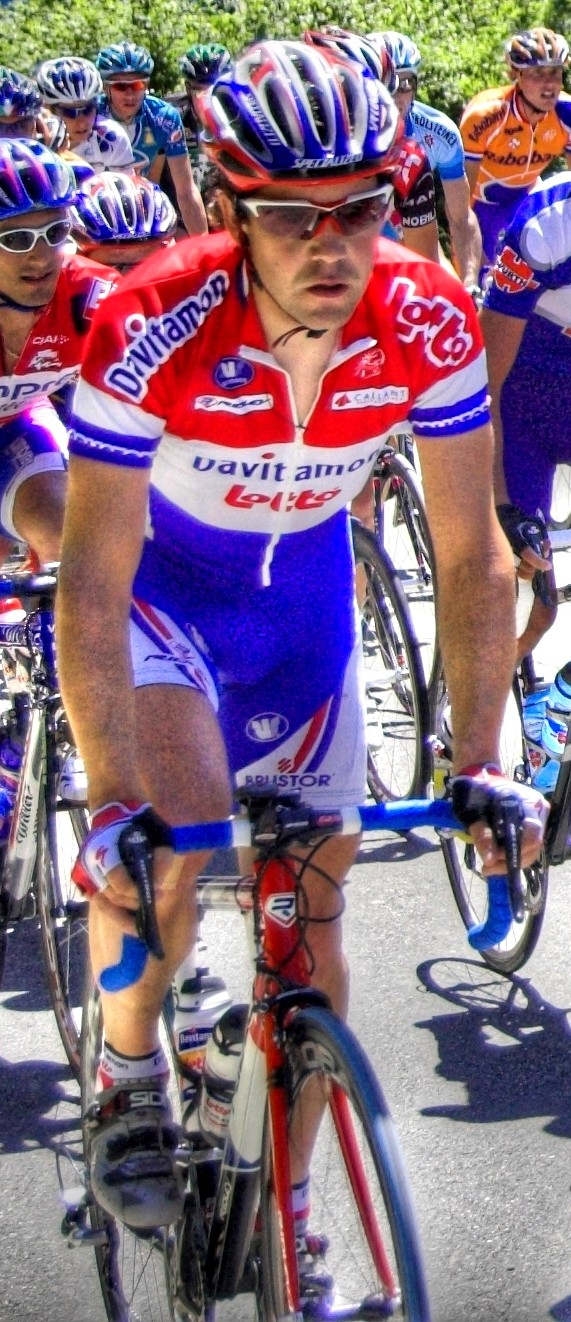
Léon van Bon com a camisa de campeão dos Países Baixos.

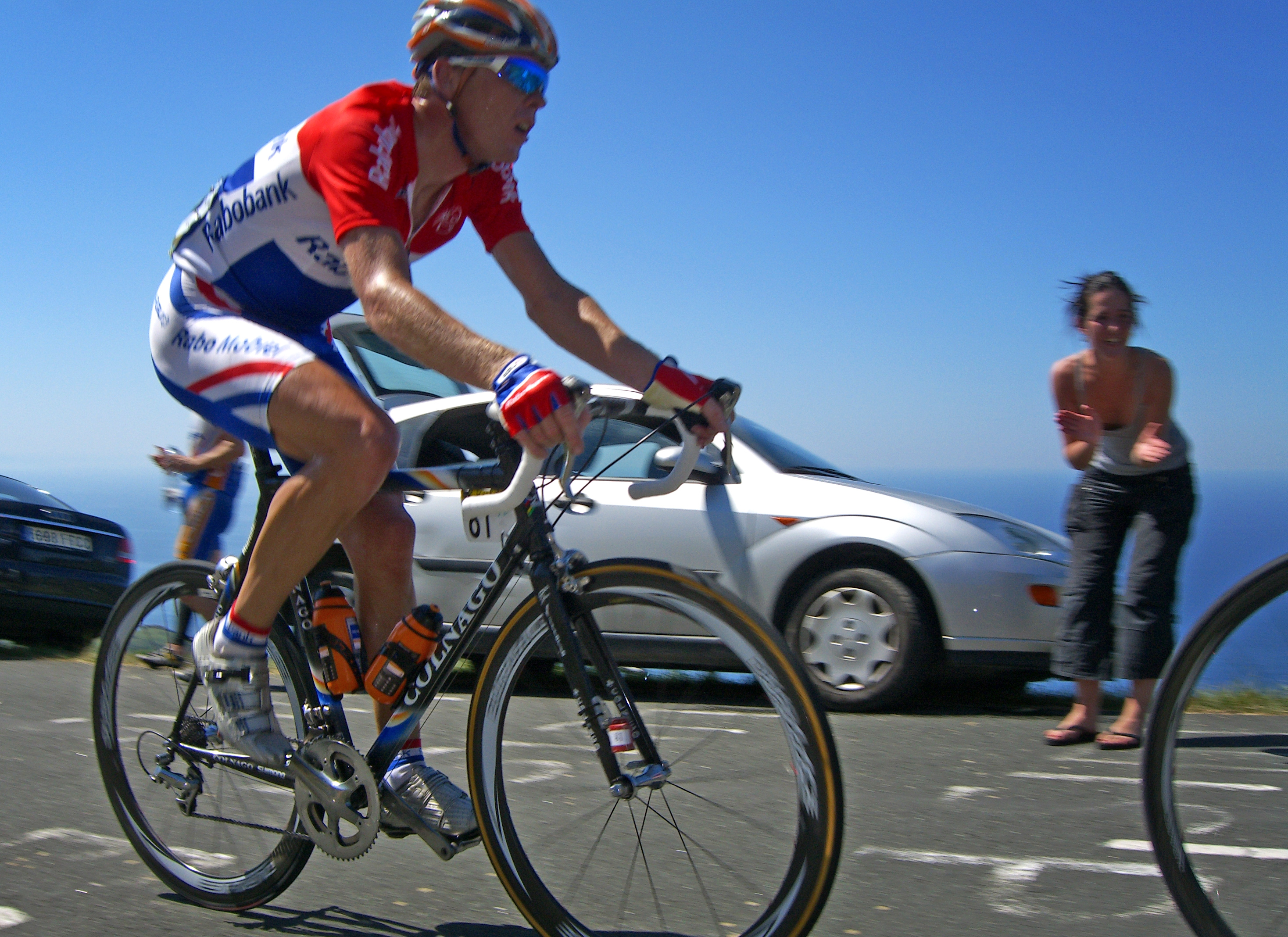
Koos Moerenhout com sua camisa de campeão.

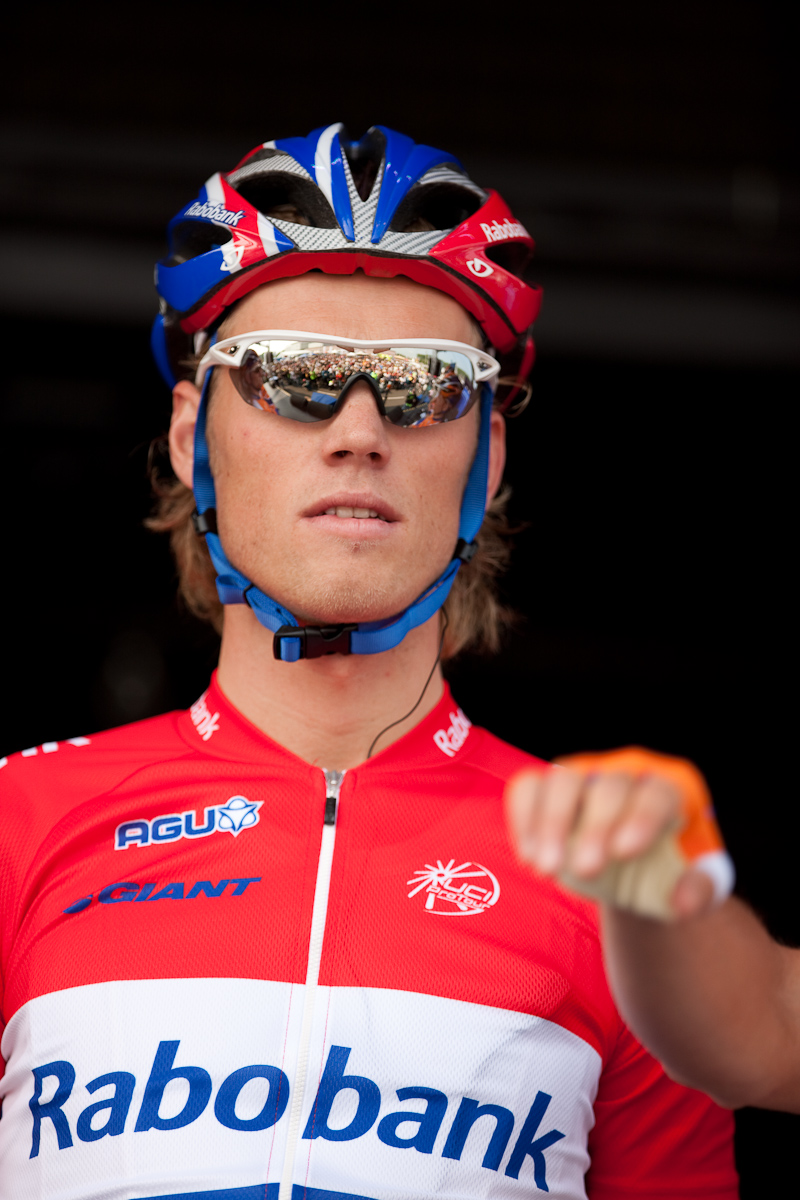
Lars Boom, campeão em 2009.

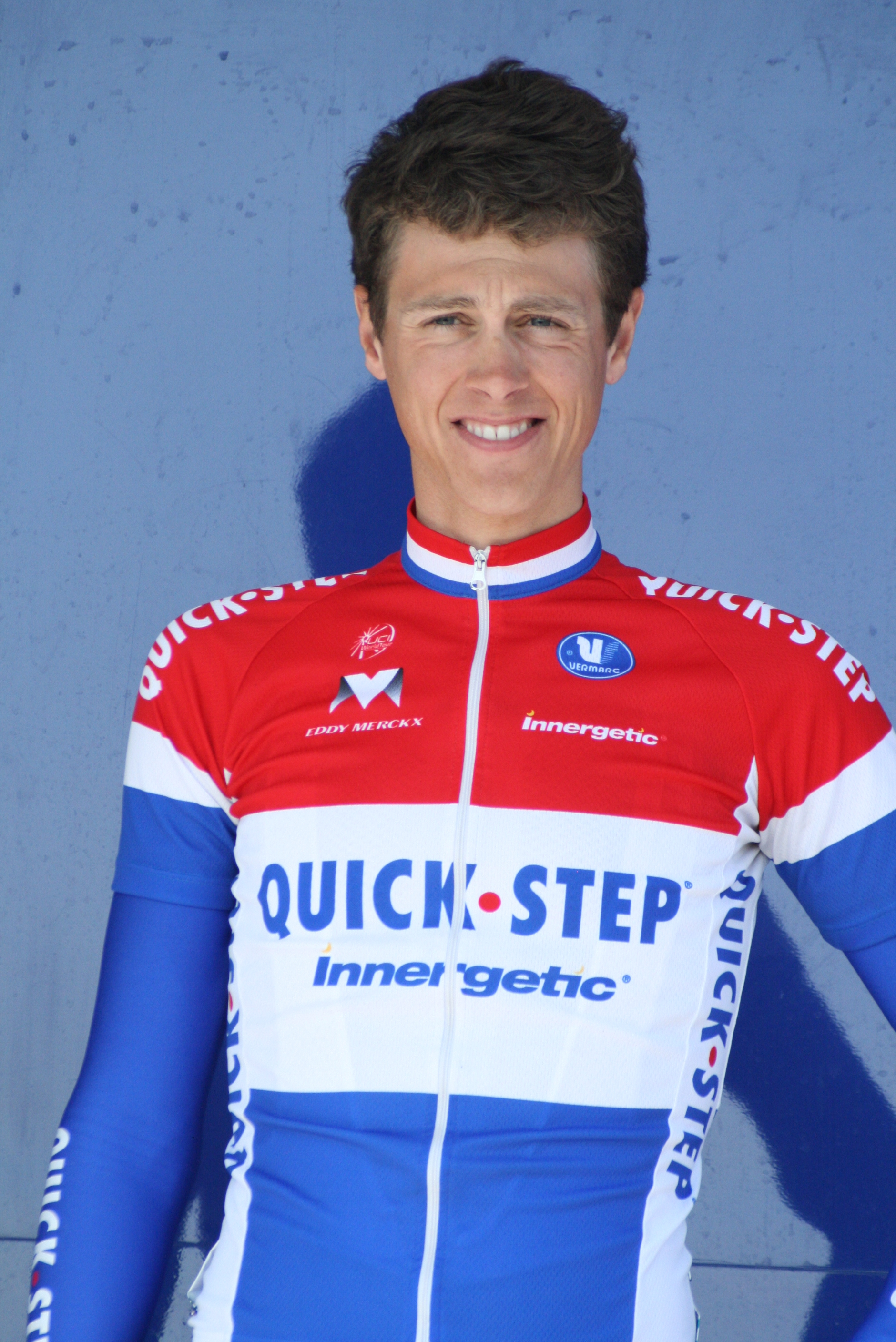
Niki Terpstra, campeão em 2010.

| Ano  | Ouro                      | Prata                    | Bronze               |
| 1888 | H.-W. Van Raden           | Th. Baron Van Pallandt   |                      |
| 1889 | Willem Gijsbert Del Baere | A.J. Korthals Altes      | P. Bokma             |
| 1890 | Henri Raland              | Jaap Houtman             | D. Fockema           |
| 1891 | Carel Koning              | Kees Witteveen           | Karel Smits          |
| 1892 | Henk van de Griendt       | Jac. Siep                | A. Eijsink           |
| 1893 | Jaap Eden                 | W. de Haas               | Jac. Siep            |
| 1894 | Jaap Eden                 | Kees Witteveen           | Mathieu Cordang      |
| 1895 | Willem van de Mey         | Kees Witteveen           | P.-J. Adrian         |
| 1896 | Willem van de Mey         | Koos van der Knoop       | H. van Koolbergen    |
| 1904 | Jan de Groot              | Cees van der Wiel        | M.-J. Nigten         |
| 1906 | Gerrit van Vliet          | Jan de Jager             | Anton van Lieshout   |
| 1907 | Jan Tulleken              | J. Bloem                 | Johan 't Hart        |
| 1908 | Adrie Slot                | C. de Visser             | J. Bloem             |
| 1909 | Chris Kalkman             | Dorus Nijland            | George Damen         |
| 1910 | Henk Tamse                | P. van Kersen            | Gerard Franssen      |
| 1911 | Krijn Schippers           | Piet van der Wiel        | A. Gaillard          |
| 1912 | Cees Erkelens             | P.-G. Borremans          | Cor Blekemolen       |
| 1913 | Frits Wiersma             | Herman. Maas             | Fr. van Hilst        |
| 1914 | Chris Kalkman             | Piet van der Wiel        | Gerard Vlemmix       |
| 1915 | Jorinus van der Wiel      | Piet van der Wiel        | Barend Gebuis        |
| 1916 | Klaas van Nek             | Frits Wiersma            | Barend Gebuis        |
| 1917 | Jorinus van der Wiel      | Piet Ikelaar             | Evert van Grafhorst  |
| 1918 | Jorinus van der Wiel      | Frans Rutten             | D. Wouters           |
| 1919 | Frits Wiersma             | Jorinus van der Wiel     | Gerrit. Waldner      |
| 1920 | Frits Wiersma             | Piet Ikelaar             | Jan Devries          |
| 1921 | Jorinus van der Wiel      | Evert van Grafhorst      | Piet Ikelaar         |
| 1922 | Herman Nankman            | Jan van der Stel         | H. Datema            |
| 1923 | Piet Ikelaar              | Jan Bekkering            | Johan van Melis      |
| 1924 | Piet Ikelaar              | Gérard. Vreeswijk        | Jorinus van der Wiel |
| 1925 | Jorinus van der Wiel      | Piet Ikelaar             | Joep Franssen        |
| 1926 | Klaas van Nek             | Jorinus van der Wiel     | Frans van Wijk       |
| 1927 | Josep Franssen            | Jan van Rooy             | Gerrit van den Berg  |
| 1928 | Hans Bockom               | August Ramakers          | Jan van Rooy         |
| 1929 | Hans Bockom               | Marten van Hal           | -                    |
| 1930 | Adrianus Braspennincx     | Jo Anspach               | -                    |
| 1931 | Cesar Bogaert             | Abraham Ranschaart       | Abraham Polak        |
| 1932 | Marinus Valentijn         | Thijs van Oers           | -                    |
| 1933 | Thijs van Oers            | Cesar Bogaert            | Marinus Valentijn    |
| 1934 | Cesar Bogaert             | Gerrit van de Ruit       | Willem Cober         |
| 1935 | Marinus Valentijn         | Cees Heeren              | Alfons Stuyts        |
| 1936 | Kees Pellenaars           | Louis van Schijndel      | Jan Gommers          |
| 1937 | John Braspennincx         | Jan Verveer              | Fred Mostard         |
| 1938 | Théo Middelkamp           | Gerrit Schulte           | Marinus Valentijn    |
| 1939 | Janus Hellemons           | Arie Overweel            | Willem Reuter        |
| 1940 | Louis Motke               | Piet van Nek             | Willem Reuter        |
| 1941 | Louis Motke               | Aad van Amsterdam        | Cees Joossen         |
| 1942 | John Braspennincx         | Cor Bakker               | Huub Sijen           |
| 1943 | Theo Middelkamp           | Cees Joossen             | Frans van de Zande   |
| 1944 | Gerrit Schulte            | Huub Sijen               | Theo Middelkamp      |
| 1945 | Theo Middelkamp           | Adri Steenbakkers        | Wim de Ruyter        |
| 1946 | Bouk Schellingerhoudt     | Theo Middelkamp          | Huub Sijen           |
| 1947 | Jefke Janssen             | Gerrit Schulte           | Frans Pauwels        |
| 1948 | Gerrit Schulte            | Huub Sijen               | Theo Middelkamp      |
| 1949 | Jefke Janssen             | Wim van Est              | Gerrit Voorting      |
| 1950 | Gerrit Schulte            | Wout Wagtmans            | Jefke Janssen        |
| 1951 | Hans Dekkers              | Wim van Est              | Wout Wagtmans        |
| 1952 | Hans Dekkers              | Wim van Est              | Wout Wagtmans        |
| 1953 | Gerrit Schulte            | Wim van Est              | Wout Wagtmans        |
| 1954 | Adri Voorting             | Wout Wagtmans            | Gerrit Voorting      |
| 1955 | Thijs Roks                | Hein van Breenen         | Wout Wagtmans        |
| 1956 | Wim van Est               | Leo van der Pluym        | Arend van t'Hof      |
| 1957 | Wim van Est               | Jules Maenen             | Jef Lahaye           |
| 1958 | Jef Lahaye                | Mies Stolker             | Gerrit Voorting      |
| 1959 | Piet Damen                | Bram Kool                | Joop Captein         |
| 1960 | Bas Maliepaard            | Albertus Geldermans      | Antoon van der Steen |
| 1961 | Bas Maliepaard            | Jacques van der Klundert | Mies Stolker         |
| 1962 | Albertus Geldermans       | Jo de Roo                | Piet Rentmeester     |
| 1963 | Peter Post                | Dick Groeneweg           | Lex van Kreuningen   |
| 1964 | Jo de Roo                 | Cees Haast               | Rik Wouters          |
| 1965 | Jo de Roo                 | Arie den Hartog          | Leo Knops            |
| 1966 | Gerben Karstens           | Cees Haast               | Henk Nijdam          |
| 1967 | sem vencedor              | Jo de Roo                | Wim Schepers         |
| 1968 | Evert Dolman              | Harm Ottenbros           | Jan Harings          |
| 1969 | Jan Frijters              | Evert Dolman             | Gerben Karstens      |
| 1970 | Peter Kisner              | Harrie Jansen            | Jos van der Vleuten  |
| 1971 | Joop Zoetemelk            | Wim Prinsen              | Gerben Karstens      |
| 1972 | Tino Tabak                | Joop Zoetemelk           | Marinus Wagtmans     |
| 1973 | Joop Zoetemelk            | Ben Janbroers            | Gerben Karstens      |
| 1974 | Cees Priem                | Gerard Vianen            | Nidi den Hertog      |
| 1975 | Hennie Kuiper             | Bert Pronk               | Joop Zoetemelk       |
| 1976 | Jan Raas                  | Aad van den Hoek         | Hennie Kuiper        |
| 1977 | Fedor den Hertog          | Jan Krekels              | Gerrie Knetemann     |
| 1978 | Henk Lubberding           | Jan Raas                 | Piet van Katwijk     |
| 1979 | Henk Lubberding           | Joop Zoetemelk           | Jan Raas             |
| 1980 | Johan van der Velde       | Jos Schipper             | Theo de Rooij        |
| 1981 | Jacques Hanegraaf         | Gerrie Knetemann         | Adrie van der Poel   |
| 1982 | Johan van der Velde       | Peter Winnen             | Joop Zoetemelk       |
| 1983 | Jan Raas                  | Henk Lubberding          | Adrie van der Poel   |
| 1984 | Jan Raas                  | Henk Lubberding          | Johan van der Velde  |
| 1985 | Jacques Hanegraaf         | Gerard Veldscholten      | Jacques van Meer     |
| 1986 | Jos Lammertink            | Nico Verhoeven           | Peter Stevenhaagen   |
| 1987 | Adrie van der Poel        | Gerrit Solleveld         | Theo de Rooij        |
| 1988 | Peter Pieters             | Adrie van der Poel       | Teun van Vliet       |
| 1989 | Frans Maassen             | Johan Lammerts           | Maarten Ducrot       |
| 1990 | Peter Winnen              | Steven Rooks             | Henri Manders        |
| 1991 | Steven Rooks              | Gert-Jan Theunisse       | Erik Breukink        |
| 1992 | Tristan Hoffman           | Jan Siemons              | Erik Breukink        |
| 1993 | Erik Breukink             | Steven Rooks             | Frans Maassen        |
| 1994 | Steven Rooks              | Gert-Jan Theunisse       | Marco Vermey         |
| 1995 | Servais Knaven            | Danny Nelissen           | Maarten den Bakker   |
| 1996 | Maarten den Bakker        | Bart Voskamp             | Erik Dekker          |
| 1997 | Michael Boogerd           | Erik Breukink            | Servais Knaven       |
| 1998 | Michael Boogerd           | Tristan Hoffman          | Léon van Bon         |
| 1999 | Maarten den Bakker        | Servais Knaven           | Raymond Meys         |
| 2000 | Léon van Bon              | Koos Moerenhout          | Erik Dekker          |
| 2001 | Jans Koerts               | Rudie Kemna              | Louis de Koning      |
| 2002 | Stefan van Dijk           | Rudie Kemna              | Max van Heeswijk     |
| 2003 | Rudie Kemna               | Stefan van Dijk          | Max van Heeswijk     |
| 2004 | Erik Dekker               | Koos Moerenhout          | Arthur Farenhout     |
| 2005 | Léon van Bon              | Steven de Jongh          | Max van Heeswijk     |
| 2006 | Michael Boogerd           | Sebastian Langeveld      | Karsten Kroon        |
| 2007 | Koos Moerenhout           | Sebastian Langeveld      | Maarten den Bakker   |
| 2008 | Lars Boom                 | Koos Moerenhout          | Steven de Jongh      |
| 2009 | Koos Moerenhout           | Kenny van Hummel         | Joost van Leijen     |
| 2010 | Niki Terpstra             | Pieter Weening           | Lars Boom            |
| 2011 | Pim Ligthart              | Bram Tankink             | Reinier Honig        |
| 2012 | Niki Terpstra             | Lars Boom                | Bert-Jan Lindeman    |
| 2013 | Johnny Hoogerland         | Tom Dumoulin             | Sebastian Langeveld  |
| 2014 | Sebastian Langeveld       | Niki Terpstra            | Wesley Kreder        |
| 2015 | Niki Terpstra             | Ramon Sinkeldam          | Danny van Poppel     |

### Sub-23
| Ano  | Ouro                | Prata              | Bronze            |
| 1995 | Steven de Jongh     | Jurgen van Pelt    | Rik Reinerink     |
| 1996 | Stefan van Dijk     | Michel Cerneus     | Wally Buurstede   |
| 1997 | Johan Bruinsma      | Karsten Kroon      | Coen Boerman      |
| 1998 | Addy Engels         | Marcel Duijn       | Mark ter Schure   |
| 1999 | Mathew Hayman       | Addy Engels        | Thorwald Veneberg |
| 2000 | Bram Tankink        | Remmert Wielinga   | David Orvalho     |
| 2001 | Arno Wallaard       | Thijs Al           | Maarten Lenferink |
| 2002 | Pieter Weening      | Frank van Dulmen   | Hans Dekkers      |
| 2003 | Thomas Dekker       | Hans Dekkers       | Jos Pronk         |
| 2004 | Bastiaan Giling     | Kenny van Hummel   | Tom Veelers       |
| 2005 | Sebastian Langeveld | Reinier Honig      | Johnny Hoogerland |
| 2006 | Kai Reus            | Tom Leezer         | Arjen de Baat     |
| 2007 | Tom Leezer          | Arjen de Baat      | Jos van Emden     |
| 2008 | Ronan van Zandbeek  | Leander Pronk      | Dennis van Winden |
| 2009 | Steven Kruijswijk   | Ramon Sinkeldam    | Boy van Poppel    |
| 2010 | Tom-Jelte Slagter   | Ramon Sinkeldam    | Tijmen Eising     |
| 2011 | Ramon Sinkeldam     | Maurits Lammertink | Wesley Kreder     |
| 2012 | Moreno Hofland      | Sjoerd Kouwenhoven | Daan Olivier      |
| 2013 | Dylan van Baarle    | Mike Teunissen     | Joey van Rhee     |

## Feminino
| Ano  | Ouro                          | Prata                                        | Bronze                      |
| 1965 | Ineke van IJken               | Bella Hage                                   | Alie Zijlmans               |
| 1966 | Bella Hage                    | Keetie van Oosten-Hage                       |                             |
| 1967 | Bella Hage                    | Hennie Faber-Hondeveld                       | Keetie van Oosten-Hage      |
| 1968 | Bella Hage                    | Hennie Faber-Hondeveld                       | Thea Smulders               |
| 1969 | Keetie van Oosten-Hage        | Hennie Faber-Hondeveld                       | Thea Smulders               |
| 1970 | Keetie van Oosten-Hage        | Hennie Faber-Hondeveld                       | Bella van der Spiegel-Hage  |
| 1971 | Keetie van Oosten-Hage        | Hennie Faber-Hondeveld                       | Thea Smulders               |
| 1972 | Keetie van Oosten-Hage        | Bella van der Spiegel-Hage                   | Minnie Brinkhof-Nieuwenhuis |
| 1973 | Keetie van Oosten-Hage        | Willy Kwantes                                | Truus van der Plaat         |
| 1974 | Keetie van Oosten-Hage        | Minnie Brinkhof-Nieuwenhuis                  | Willy Kwantes               |
| 1975 | Keetie van Oosten-Hage        | Gre Donkers-Knetemann                        | Truus van der Plaat         |
| 1976 | Keetie van Oosten-Hage        | Tineke Fopma                                 | Annie Weegberg              |
| 1977 | Nita van Vliet                | Nel Streef                                   | Agnes Koeman-van Helvoirt   |
| 1978 | Keetie van Oosten-Hage        | Bella van der Spiegel-Hage                   | Truus van der Plaat         |
| 1979 | Tineke Fopma                  | Hennie Top                                   | Keetie van Oosten-Hage      |
| 1980 | Hennie Top                    | Leontien van der Lienden                     | Mary Barendregt             |
| 1981 | Hennie Top                    | Tineke Fopma                                 | Leontien van der Lienden    |
| 1982 | Hennie Top                    | Leontien van der Lienden                     | Wil Bezemer                 |
| 1983 | Thea van Rijnsoever           | Mieke Havik                                  | Leontien van der Lienden    |
| 1984 | Connie Meijer                 | Leontien van der Lienden                     | Hennie Top                  |
| 1985 | Thea van Rijnsoever           | Heleen Hage                                  | Hanneke Lieverse            |
| 1986 | Heleen Hage                   | Mieke Havik                                  | Thea van Rijnsoever         |
| 1987 | Mieke Havik                   | Jolanda Cools-van Dongen                     | Karin Schuitema             |
| 1988 | Monique Knol                  | Leontien van Moorsel                         | Cyntha Lutke Schipholt      |
| 1989 | Leontien van Moorsel          | Petra Groen                                  | Astrid Donkersloot          |
| 1990 | Leontien van Moorsel          | Agnes Loohuis-Damveld                        | Manon de Rooy               |
| 1991 | Petra Grimbergen              | Monique Knol                                 | Leontien van Moorsel        |
| 1992 | Leontien van Moorsel          | Petra Grimbergen                             | Monique Knol                |
| 1993 | Leontien van Moorsel          | Danielle Overgaag                            | Elsbeth van Rooy-Vink       |
| 1994 | Yvonne Brunen                 | Elsbeth van Rooy-Vink                        | Edith Klep-Moerenhout       |
| 1995 | Yvonne Brunen                 | Margaretha Groen                             | Maria Jongeling             |
| 1996 | Yvonne Brunen                 | Meike de Bruyn                               | Ingrid Haringa              |
| 1997 | Nicole Vermast                | Yvonne Brunen                                | Edith Klep-Moerenhout       |
| 1998 | Leontien van Moorsel-Zijlaard | Chantal Beltman                              | Wendy Kramp                 |
| 1999 | Leontien van Moorsel-Zijlaard | Mirjam Melchers-van Poppel                   | Yvonne Brunen               |
| 2000 | Mirjam Melchers-van Poppel    | Leontien van Moorsel-Zijlaard                | Chantal Beltman             |
| 2001 | Sissy van Alebeek             | Bertine Spijkerman                           | Martine Bras                |
| 2002 | Arenda Grimberg               | Leontien van Moorsel-Zijlaard                | Mirjam Melchers-van Poppel  |
| 2003 | Suzanne de Goede              | Christine Mos                                | Esther van der Helm         |
| 2004 | Leontien van Moorsel-Zijlaard | Chantal Beltman Ondernemers van Nature       | Loes Markerink              |
| 2005 | Janneke Vos                   | Sharon van Essen Vrienden van het Platteland | Josephine Groenveld         |
| 2006 | Marianne Vos                  | Sharon van Essen Vrienden van het Platteland | Suzanne de Goede            |
| 2007 | Marlijn Binnendijk            | Marianne Vos                                 | Suzanne de Goede            |
| 2008 | Marianne Vos                  | Mirjam Melchers-van Poppel                   | Regina Bruins               |
| 2009 | Marianne Vos                  | Chantal Blaak                                | Andrea Bosman               |
| 2010 | Loes Gunnewijk                | Marianne Vos                                 | Irene van de Broek          |
| 2011 | Marianne Vos                  | Irene van de Broek                           | Chantal Blaak               |
| 2012 | Annemiek van Vleuten          | Marianne Vos                                 | Lucinda Brand               |
| 2013 | Lucinda Brand                 | Marianne Vos                                 | Annemiek van Vleuten        |